# Ik ben verliefd (sha-la-lie)
Ik ben verliefd (sha-la-lie) was de Nederlandse inzending voor het Eurovisiesongfestival in 2010. Het nummer werd geschreven door Pierre Kartner en vertolkt door de Nijmeegse zangeres Sieneke. Het was het eerste lied dat bekend werd gemaakt voor het Eurovisiesongfestival 2010. Het lied kan geplaatst worden in het muziekgenre levenslied.

## Nationaal Songfestival
Tijdens een live tv-show op 7 februari 2010 lieten vijf artiesten hun eigen versie van Ik ben verliefd (Sha-la-lie) horen. Deze uitzending werd gepresenteerd door Yolanthe Cabau van Kasbergen. Een vakjury en het publiek kozen hun favorieten. Dit nummer zou de officiële Nederlandse inzending worden voor het Eurovisiesongfestival 2010.
Vijf artiesten werd gevraagd een beginnende artiest voor te dragen en te coachen om Nederland te vertegenwoordigen op het Eurovisiesongfestival 2010. Marianne Weber was de coach van Sieneke, Grad Damen van Vinzzent, Corry Konings van Marlous, Albert West van Peggy Mays en Frans Bauer van de meidengroep Loekz.
Nadat de jury (bestaande uit Daniël Dekker, Tatjana Simić, Johnny Logan en George Baker) en het publiek hun stem hadden uitgebracht, eindigden Sieneke en de groep Loekz met evenveel punten. Pierre Kartner moest de knoop doorhakken en maakte vervolgens de keuze dat Sieneke Nederland zou vertegenwoordigen tijdens het Eurovisiesongfestival 2010 in Oslo.

## Eurovisiesongfestival

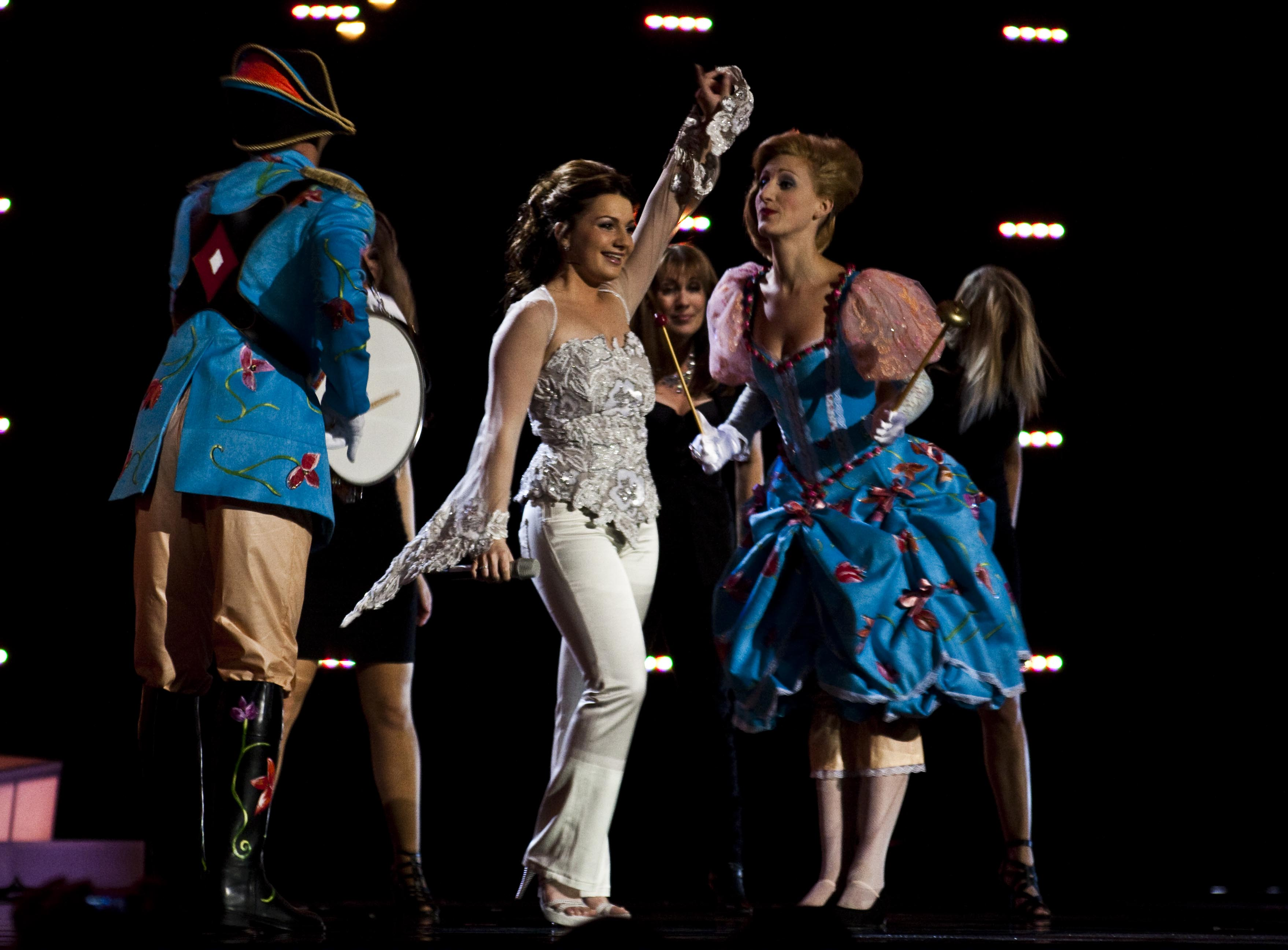
Sieneke zingt Ik ben verliefd (Sha-la-lie) tijdens het Eurovisiesongfestival in Oslo

Ik ben verliefd (Sha-la-lie) behaalde in de tweede halve finale de 14de plek en 29 punten, en ging daarmee niet door naar de finale.

## Plagiaat
Op 27 april berichtte RTL Boulevard dat er een klacht lag bij Buma Stemra. Dick van Altena vond als klager dat het nummer Ik Ben verliefd (Sha-la-lie) te veel leek op het nummer Angelien dat hij voor Arne Jansen schreef.
Inmiddels heeft Dick van Altena de klacht ingetrokken. Volgens Van Altena zijn er gepaste maatregelen getroffen. Via de media vernam hij dat de tekst zou worden aangepast.

## Hitparadesucces
In de Single Top 100 kwam Sieneke in de 2e week op nr. 1 terecht. Die positie moest ze de week daarop prijsgeven aan Popstars-winnaar Wesley Klein.
In de Nederlandse Top 40 kwam Ik ben verliefd (Sha-la-lie) op nummer 12 binnen. Het bleef daar nog twee weken staan om vervolgens snel weer uit de lijst te verdwijnen.

## Zweedse & Duitse cover
In augustus 2010 werd het lied Ik ben verliefd (Sha-la-lie) gecoverd door de Zweedse band Drifters. Het lied Sha La Lie wordt door de band gezongen in het Zweeds.
Het nummer werd ook in het Duits gecoverd door de Duitse zanger Sebastian Charelle.
Tevens werd het lied gecoverd door de Duitse meidengroep The Cölln Girls. In 2012 bracht de Duitse zangeres Jessica Ming ook een cover het nummer uit met als titel Ich bin verliebt in Dich

## Hitnotering
| "Ik ben verliefd (Sha-la-lie)" in de Nederlandse Top 40 - binnen: 27-02-2010 | "Ik ben verliefd (Sha-la-lie)" in de Nederlandse Top 40 - binnen: 27-02-2010 | "Ik ben verliefd (Sha-la-lie)" in de Nederlandse Top 40 - binnen: 27-02-2010 | "Ik ben verliefd (Sha-la-lie)" in de Nederlandse Top 40 - binnen: 27-02-2010 | "Ik ben verliefd (Sha-la-lie)" in de Nederlandse Top 40 - binnen: 27-02-2010 | "Ik ben verliefd (Sha-la-lie)" in de Nederlandse Top 40 - binnen: 27-02-2010 | "Ik ben verliefd (Sha-la-lie)" in de Nederlandse Top 40 - binnen: 27-02-2010 |
| Week                                                                         | 1                                                                            | 2                                                                            | 3                                                                            | 4                                                                            | 5                                                                            |                                                                              |
| ---------------------------------------------------------------------------- | ---------------------------------------------------------------------------- | ---------------------------------------------------------------------------- | ---------------------------------------------------------------------------- | ---------------------------------------------------------------------------- | ---------------------------------------------------------------------------- | ---------------------------------------------------------------------------- |
| Nummer                                                                       | 12                                                                           | 12                                                                           | 12                                                                           | 16                                                                           | 38                                                                           | uit                                                                          |

| "Ik ben verliefd (Sha-la-lie)" in de Single Top 100 Binnen: 13-02-2010 | "Ik ben verliefd (Sha-la-lie)" in de Single Top 100 Binnen: 13-02-2010 | "Ik ben verliefd (Sha-la-lie)" in de Single Top 100 Binnen: 13-02-2010 | "Ik ben verliefd (Sha-la-lie)" in de Single Top 100 Binnen: 13-02-2010 | "Ik ben verliefd (Sha-la-lie)" in de Single Top 100 Binnen: 13-02-2010 | "Ik ben verliefd (Sha-la-lie)" in de Single Top 100 Binnen: 13-02-2010 | "Ik ben verliefd (Sha-la-lie)" in de Single Top 100 Binnen: 13-02-2010 | "Ik ben verliefd (Sha-la-lie)" in de Single Top 100 Binnen: 13-02-2010 | "Ik ben verliefd (Sha-la-lie)" in de Single Top 100 Binnen: 13-02-2010 | "Ik ben verliefd (Sha-la-lie)" in de Single Top 100 Binnen: 13-02-2010 | "Ik ben verliefd (Sha-la-lie)" in de Single Top 100 Binnen: 13-02-2010 | "Ik ben verliefd (Sha-la-lie)" in de Single Top 100 Binnen: 13-02-2010 | "Ik ben verliefd (Sha-la-lie)" in de Single Top 100 Binnen: 13-02-2010 | binnen: 29-05-2010 | binnen: 29-05-2010 | binnen: 29-05-2010 | binnen: 29-05-2010 |
| Week                                                                   | 1                                                                      | 2                                                                      | 3                                                                      | 4                                                                      | 5                                                                      | 6                                                                      | 7                                                                      | 8                                                                      | 9                                                                      | 10                                                                     | 11                                                                     |                                                                        | 12                 | 13                 | 14                 |                    |
| ---------------------------------------------------------------------- | ---------------------------------------------------------------------- | ---------------------------------------------------------------------- | ---------------------------------------------------------------------- | ---------------------------------------------------------------------- | ---------------------------------------------------------------------- | ---------------------------------------------------------------------- | ---------------------------------------------------------------------- | ---------------------------------------------------------------------- | ---------------------------------------------------------------------- | ---------------------------------------------------------------------- | ---------------------------------------------------------------------- | ---------------------------------------------------------------------- | ------------------ | ------------------ | ------------------ | ------------------ |
| Nummer                                                                 | 13                                                                     | 1                                                                      | 2                                                                      | 3                                                                      | 4                                                                      | 8                                                                      | 15                                                                     | 20                                                                     | 45                                                                     | 63                                                                     | 79                                                                     | uit                                                                    | 21                 | 21                 | 59                 | uit                |

1956: De vogels van Holland / Voorgoed voorbij · 1957: Net als toen · 1958: Heel de wereld · 1959: 'n Beetje · 1960: Wat een geluk · 1961: Wat een dag · 1962: Katinka · 1963: Een speeldoos · 1964: Jij bent mijn leven · 1965: 't Is genoeg · 1966: Fernando en Filippo · 1967: Ring-dinge-ding · 1968: Morgen · 1969: De troubadour · 1970: Waterman · 1971: Tijd · 1972: Als het om de liefde gaat · 1973: De oude muzikant · 1974: Ik zie een ster · 1975: Ding-a-dong · 1976: The party's over · 1977: De mallemolen · 1978: 't Is O.K. · 1979: Colorado · 1980: Amsterdam · 1981: Het is een wonder · 1982: Jij en ik · 1983: Sing me a song · 1984: Ik hou van jou · 1986: Alles heeft ritme · 1987: Rechtop in de wind · 1988: Shangri-la · 1989: Blijf zoals je bent · 1990: Ik wil alles met je delen · 1992: Wijs me de weg · 1993: Vrede · 1994: Waar is de zon · 1996: De eerste keer · 1997: Niemand heeft nog tijd · 1998: Hemel en aarde · 1999: One good reason · 2000: No goodbyes · 2001: Out on my own · 2003: One more night · 2004: Without you · 2005: My impossible dream · 2006: Amambanda · 2007: On top of the world · 2008: Your heart belongs to me · 2009: Shine · 2010: Ik ben verliefd (sha-la-lie) · 2011: Never alone · 2012: You and me · 2013: Birds · 2014: Calm after the storm · 2015: Walk along · 2016: Slow down · 2017: Lights and shadows · 2018: Outlaw in 'em · 2019: Arcade · 2020: Grow · 2021: Birth of a new age · 2022: De diepte · 2023: Burning daylight · 2024: Europapa